# 伊東政世
伊東 政世（いとう まさよ）は、戦国時代から江戸時代前期にかけての武将。後北条氏、徳川氏の家臣。
日向伊東氏の支流。
『北条氏所領役帳』には御馬廻衆として227貫286文の知行高が記されている。永禄6年（1563年）に北条氏政より偏諱（「政」の字）を受け政世と名乗った。天正10年（1582年）頃には、下総国・矢作城主となっている。
天正18年（1590年）、小田原征伐の際は小田原城に籠城し、西北の曲輪を守備して豊臣軍と戦う。小田原城開城後は徳川家康の家臣となり、関ヶ原の戦い、大坂の陣に槍奉行として参加している。父の没後、嫡男・時吉は徳川秀忠の旗本となり300石を知行されている。